# Liste der thailändischen Orden und Ehrenzeichen
Das siamesische bzw. thailändische Ordensystem gliedert sich in königliche Auszeichnungen sowie Verdienst- und Ehrenmedaillen. Die jeweiligen Dekorationen haben innerhalb des Ordensystems eine definierte Rangfolge.

## Aktuelle Orden und Medaillen

### Königliche Orden
- The Most Auspicious Order of the Rajamitrabhorn (deutsch: Der höchst verheißungsvolle Rajamitrabhorn-Orden)
- The Most Illustrious Order of the Royal House of Chakri (deutsch: Der höchst erhabene Orden des Königlichen Hauses Chakri)
- The Ancient and Auspicious Order of the Nine Gems (deutsch: Der alte und verheißungsvolle Orden der Neun Edelsteine)
- The Most Illustrious Order of Chula Chom Klao (deutsch: Der höchst vornehme Orden von Chula Chom Klao)
- The Ratana Varabhorn Order of Merit (deutsch: Der Ratana Varabhorn-Orden für Verdienste)
- The Honourable Order of Rama (deutsch: Der ehrenwerte Rama-Orden)
- The Most Exalted Order of the White Elephant (deutsch: Der höchst erhabene Orden des Weißen Elefanten)
- The Most Noble Order of the Crown of Thailand (deutsch: Der höchst  ehrenwerte Orden der Krone von Thailand)
- The Most Admirable Order of the Direkgunabhorn (deutsch: Der höchst  bewundernswerte Orden des Direkgunabhorn)
- The Vallabhabhorn Order (deutsch: Der Vallabhabhorn-Orden)
- The Vajira Mala Order (deutsch: Der Vajira Mala-Orden)
- The Order of Symbolic Propitiousness Ramkeerati (deutsch: Der Orden der vorbildhaften Gunst von Ramkeerati)

### Königliche Medaillen
Erinnerungsmedaillen:
- Medal on the Occasion of the Longest Reign Celebrations
- Medal on the Occasion of the 60th Birthday Anniversary of HM Queen Sirikit
- Medal on the Occasion of the Golden Jubilee Celebrations of HM King Bhumibol Adulyadej's Reign
- Medal on the Occasion of the 6th Cycle Birthday Anniversary of HM King Bhumibol Adulyadej
- Medal on the Occasion of the 72nd Birthday Anniversary of HM Queen Sirikit
- Medal on the Occasion of the 60th Anniversary of the Accession to the Throne of HM King Bhumibol Adulyadej
- Medal on the Occasion of the 7th Cycle Birthday Anniversary of HM King Bhumibol Adulyadej
- Medal on the Occasion of the 60th Birthday Anniversary of HRH Crown Prince Maha Vajiralongkorn
- Medal on the Occasion of the 60th Birthday Anniversary of HRH Princess Sirindhorn[1]

Verdienstmedaillen:
- King Bhumibol Adulyadej's Rajaruchi Medal (King Rama IX)
- Dushdi Mala – Military
- Bravery Medal with Wreath
- Bravery Medal
- Boy Scout Commendation Medal (First Class)
- Boy Scout Commendation Medal (Second Class)
- Boy Scout Commendation Medal (Third Class)
- Boy Scout Citation Medal of Vajira (First Class)
- Boy Scout Citation Medal of Vajira (Second Class)
- Boy Scout Citation Medal of Vajira (Third Class)

## Ehemalige Orden und Medaillen

### Historische Militärische Auszeichnungen
- Victory Medal – Indochinakrieg
- Victory Medal – Zweiter Weltkrieg
- Victory Medal – Koreakrieg
- Victory Medal – Vietnamkrieg
- Freemen Safeguarding Medal
- Rajaniyom Medal
- Haw Campaign Medal
- War Medal of B.E. 2461 (AD 1918)
- Safeguarding the Constitution Medal

### Historische Verdienstmedaillen
- Medal for Service Rendered in the Interior (Indochina)
- Medal for Service Rendered in the Interior (Asia)
- Border Service Medal
- Chakra Mala Medal (15 years military/police service)
- Chakrabarti Mala Medal (25 years civil service)
- Pushpa Mala Medal

### Weitere Historische Auszeichnungen
- Zentenar-Medaille, 1882
- Haw-Feldzug-Medaille, 1884
- Jubiläums-Medaille, 1893
- Rot Kreuz-Medaille, 1893
- Rajaruchi-Medaille, 1897
- Prabas-Mala-Medaille, 1897
- Pra Sri Bajrinthara-Medaille, 1897
- Dvidhabhisek-Medaille, 1903
- Regierungs-Jubiläums-Medaille, 1907
- Regierungs-Jubiläums-Medaille, 1908
- Krönungs-Medaille, 1911
- Rajaniyom-Medaille, 1912
- Kriegs-Medaille, 1918
- Chai-Medaille, 1921 (Interallierte Siegesmedaille 1918)
- Saratul-Mala-Medaille, 1925
- Pfadfinder-Medaille, 1925
- Medaille 100 Jahre Bangkok, 1932
- Medaille für den Schutz der Verfassung, 1933
- Medaille für geleistete Dienste im Inland, 1941
- Santi-Mala-Medaille, 1946
- Medaille für den Schutz der Bürger, 1950
- Grenzdienstmedaille, 1954
- Medaille zur 2500 Jahrfeier Buddas-Geburtstag, 1957
- Belobigungsmedaille des Roten Kreuzes, 1959
- Regierungs-Jubiläums-Medaille, 1971
- Investitur-Medaille, 1972
- Geburtstagsgedenkmedaille, 1982
- Geburtstags-Gedenkmedaille, 1984
- Geburtstags-Gedenkmedaille, 1986
- Regierungs-Jubiläums-Medaille, 1988
- Geburtstags-Gedenkmedaille, 1992
- Regierungs-Jubiläums-Medaille, 1996
- Geburtstags-Gedenkmedaille, 1999